# Schüttoff

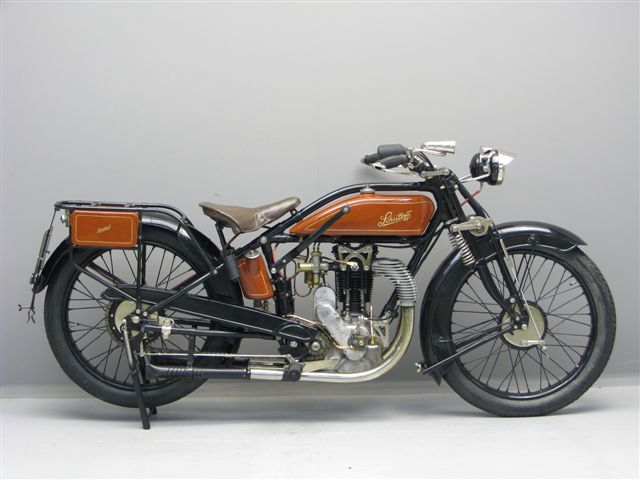
Schüttof Model H (350 cc) uit 1926

Schüttoff is een historisch merk van motorfietsen.
Schüttoff & Baessler GmbH, Maschinenfabrik, later Schüttoff AG, Abt. Motorradbau Chemnitz en Auto-Union AG, DKW-Werke, Zschopau (1924-1933).
Duitse machinefabriek die ook 247 cc zijkleppers, 348 cc zij- en kopkleppers en 498 cc zij- en kopkleppers maakte. 
De - goede - motorblokken werden in eigen huis vervaardigd. Vanaf 1930 werden ook 198- en 298 cc DKW-tweetaktblokken ingebouwd en in 1932 nam DKW het merk geheel over, waarna de Schüttoff-modellen nog enige tijd werden gebouwd. De officiële naam was toen Schüttoff-DKW.